# Skarnes
Skarnes es el centro administrativo del municipio de Sør-Odal, en el condado de Innlandet, Noruega. El ayuntamiento de Sør-odal se encuentra en el pueblo. En 2022, Skarnes contaba con 2,626 habitantes.
Skarnes está dividido por el río Glåma, el río más largo de Noruega. La estación de tren local, inaugurada en 1862, es servida por la línea Kongsvinger.

## Ubicación
El pueblo consta de tres partes, el "original" Skarnes en el lado este del río Glomma, Tronbøl que se encuentra al sur de Glomma y la tercera parte, Korsmo, en el lado oeste del río.

## Personalidades destacadas
- Veronica Akselsen (1986), cantante.
- Magnus Gullerud (1991), jugador de balonmano.
- Kent Håvard Eriksen (1991), jugador de fútbol.
- Øystein Sunde (1947), músico y cantante.

## En la cultura
La serie de televisión Post Mortem: Nadie muere en Skarnes está ambientada en dicha ciudad.